# Wilhelm Meise
Wilhelm Meise (ur. 12 września 1901 w Essen, zm. 24 sierpnia 2002 w Hamburgu) – niemiecki zoolog. Zajmował się w szczególności ornitologią, jednak niekiedy publikował również prace dotyczące taksonomii skorpionów, pająków, łuskonośnych i mięczaków. Meise uczęszczał do seminarium nauczycielskiego w Essen, jednak w wieku 20 lat przerwał edukację, by pomagać w pracy swemu ojcu. Później pracował również jako pisarz w biurze podatkowym, a także jako nauczyciel domowy u nadleśniczego. W 1924 roku zaocznie zdał maturę w Düsseldorfie i dostał się na berliński Uniwersytet Fryderyka Wilhelma, gdzie studiował matematykę i nauki przyrodnicze. Po czterech latach doktoryzował się pod kierunkiem Erwina Stresemanna. Tematem jego dysertacji doktorskiej było występowanie i krzyżowanie czarnowronów i wron siwych (oryg. Die Verbreitung der Aaskrähe (Formenkreis Corvus corone L.)). Praca ta była często cytowana jako przykład krzyżowania organizmów bliskich gatunkowej odrębności lub wręcz całkowicie odrębnych. Kolejna ważna publikacja Meisego dotyczyła taksonomicznych i historycznych związków pomiędzy wróblami domowymi a śródziemnomorskimi. Od 1929 roku do wybuchu II wojny światowej Meise pracował jako kustosz działu kręgowców Muzeum Historii Naturalnej w Dreźnie. Tam poznał Willego Henniga, studiującego wówczas na Uniwersytecie w Lipsku. Wspólnie napisali dwie publikacje o zdolnych do szybowania wężach. Meise nakłonił również Henniga, by przeprowadził rewizję rodzaju Draco. W przyszłości, gdy Hennig opracuje „systematykę filogenetyczną”, Meise wprowadzi ją do ornitologii. Po zakończeniu wojny Meise spędził trzy lata w obozie na Syberii i w 1948 roku powrócił do Niemiec, do Berlińskiego Muzeum Zoologicznego. W 1951 roku otrzymał posadę kustosza działu ornitologii Muzeum Historii Naturalnej w Hamburgu oraz profesora Uniwersytetu w Hamburgu. W muzeum pracował do 1969 roku, zaś na uniwersytecie – do 1972.
Meise był autorem 170 publikacji naukowych dotyczących głównie taksonomii, zoogeografii i ewolucji ptaków. Brał udział w wyprawach do Afryki, gdzie badał geograficzną zmienność, specjację i ewolucję afrykańskich ptaków. Uczestniczył w większości spotkań Niemieckiego Towarzystwa Ornitologicznego oraz Międzynarodowego Kongresu Ornitologicznego w latach 1926–1999. Ożenił się w 1930 roku i miał trójkę dzieci.